# Гольденберг Фаїна Рувимівна
Фаї́на Ру́вимівна Го́льденберг (рос. Фаина Рувимовна Гольденберг; нар. 1908, Кишинів, Бесарабська губернія, Російська імперія – пом.1975, Дніпропетровськ, УРСР) — українська історикиня, германістка, доцентка кафедри всесвітньої історії Дніпропетровського державного університету. Її діяльність стала важливим внеском у зародження історичної германістики в Україні.

## Біографія
Фаїна Гольденберг народилася 1908 року в єврейській родині у Кишиневі. Після Першої світової війни сім'я переїхала до Одеси, де Фаїна здобула освіту в Одеському інституті народної освіти. У 1930-х роках розпочала викладацьку діяльність у вищих навчальних закладах Одеси.
У 1937 році її чоловіка, Льва Шарагу, було репресовано, що серйозно вплинуло на її життя та кар'єру. Під час війни Фаїна Гольденберг була евакуйована до Кірова, де працювала викладачкою та деканкою історичного факультету місцевого педагогічного інституту. У 1944 році повернулася до Дніпропетровська.

### Наукова діяльність
Розпочала свою діяльність у Дніпропетровському університеті у 1944 році після повернення з евакуації. Вона працювала на кафедрі всесвітньої історії, де викладала історію середніх віків, нову історію та історію Німеччини. Її академічна кар’єра була тісно пов’язана із дослідженням творчості німецького гуманіста Готгольда Лессінга, на основі якого вона захистила кандидатську дисертацію у 1948 році. Попри успішний захист, вона зіткнулася з труднощами через статус «дружини ворога народу». Її наукові праці часто залишалися у рукописах, а більшість із них не були опубліковані.
Фаїна Гольденберг здобула репутацію блискучої лекторки. Вона викладала історію стародавнього світу, середніх віків та нову історію. Її стиль викладання, артистичність та харизматичність зробили її улюбленицею студентів. Вона стояла біля витоків історичної германістики в Дніпропетровському університеті та виховала нове покоління істориків, серед яких виділяється Світлана Бобилєва — одна з провідних українських германісток.